# 金顶街街道
金顶街街道是中国北京市石景山区下辖的一个街道。

## 行政区划
金顶街街道共辖16个社区，分别是：
金顶街四区社区、金顶街一区社区、赵山社区、西福村社区、铸造村社区、模式口东里社区、模式口中里社区、模式口南里社区、模式口北里社区、模式口村社区、金顶街三区社区、金顶街五区社区、模式口西里南区社区、模式口西里北区社区、模式口西里中区社区和金顶街二区社区。